# Carlton Ralph Sickles
Carlton Ralph Sickles (ur. 13 stycznia 1917 w Hamden, zm. 11 lutego 1993 w Bethesda) – amerykański polityk, działacz Partii Demokratycznej. W latach 1963–1967 był przedstawicielem stanu Maryland w Izbie Reprezentantów Stanów Zjednoczonych.